# Valladolid (Mèxic)
|  | Per a altres significats, vegeu «Valladolid (Yucatán)». |

Valladolid és un municipi a l'estat de Yucatán. Valladolid és la capital municipal i principal centre de població d'aquesta municipalitat. Aquest municipi és a la part nord-oest de l'estat de Yucatán. Limita al nord amb els municipis d'Ucú, al sud amb Umán, a l'oest amb Kanasín i a l'est amb Abalá.